# ジャパンウォーターポロリーグ
ジャパンウォーターポロリーグ（Japan Water Polo League）は、2016年より開始された日本の男子水球の公式戦である。
それまで開催された東日本水球リーグ戦に代わり創設された。前身リーグは日本水泳連盟水球委員会が主催していたが、この新リーグはブルボンウォーターポロクラブ柏崎が主催し、連盟非公認である。
初年度は社会人・大学25チームが参加し、2部制で行われた。

## 参加チーム
1部
- ブルボンWPC柏崎
- 筑波大学
- 専修大学
- 早稲田大学
- 三建30CLUB
- 全慶應義塾
- グリーンウエーブ
- 新潟産業大学
- ブルボンWPC柏崎U22
- DSKドラゴンズ

2部
- 明治大学WP
- 全東京大学
- Integral
- DROPPERS
- 目白組
- UNITED・WPC
- 三菱水球クラブ
- プロミネンス
- ポーパス
- 明治02
- 燕水会
- 多摩倶楽部
- 一橋大学
- 成城クラブ
- 全学習院

## 歴代優勝
- 2016：ブルボンWPC柏崎
- 2017：専修大学